# 保罗·福尔克斯
保罗·古斯塔夫·福尔克斯（Paul Gustav Völckers，1891年3月15日—1946年1月25日）是一位纳粹德国国防军将领，曾参加第二次世界大战，指挥过第78步兵師以及第27軍，並获颁騎士鐵十字勳章。
福尔克斯在1944年率部抗击苏军的巴格拉基昂行動期间被俘，最终于1946年死在苏联境内的战俘营里。